# Хаджи Мухаммад-мирза
Хаджи-Мухаммед (Кошум) – ногайский мирза, один из сыновей бия Ногайской орды Мусы, первый нурадин Ногайской орды.

## Биография
В первые годы после смерти своего отца на первых ролях не находился.
Хаджи-Мухаммед участвовал в походе на Крымское ханство в 1523 году, после убийства крымского хана Мухаммед I Гирея у Астрахани. Вместе с ним в этом походе участвовал мангыт Удем б. Тимур б. Мансур б. Эдиге. В. В. Трепавлов видит в нём бека астраханских мангытов и свидетельство их участия в антикрымском заговоре. Перед вторжением в Крым, к северу от Перекопа Хаджи-Мухаммед вступил в схватку с беками Мемешем и Девлет-Бахты, которые собрали остатки отступавшего от Астрахани крымского воинства и пытались защитить полуостров, в этой схватке Хаджи-Мухаммед был ранен. Это сражение задержало крымские войска и позволило основной массе ногаев прорваться в Крым без сопротивления. Отказался поддержать Мамая в осаде Астрахани в 1524 году.
После смерти Агиша в 1524 году принимает участие в борьбе за власть. Крымский хан Саадет Гирей оказывал ему поддержку в борьбе за власть, он намеревался жениться на дочери Хаджи Мухаммеда. Посол хана год жил в ставке Хаджи-Мухаммеда, изучая обстановку, Известно, что послы Хаджи Мухаммеда в Крыму требовали калым за невесту, но им было отвечено, что калым будет заплачен, когда будет доставлена невеста. Состоялся ли брак неизвестно, однако в письме турецкого султана Сулеймана I польскому королю Сигизмунду I говорится,  что Саадет Гирей женился на дочери ногайского мирзы, но при этом названо не идентифицируемое ни с кем имя. Видимо, претензии Хаджи Мухаммеда на бийство остались без последствий, ни в одном из источников он не называется князем.
Места кочевий Хаджи-Мухаммеда располагались в Поволжье, где кочевало ещё несколько мирз, из которых наибольшим авторитетом пользовался Мамай. Поволжская группировка биев придерживалась независимой внешней политики, стремились так как были заинтересованы в поставке туда коней.
Весной 1535 все поволжские мирзы участвовали в походе на Кавказ «черкас воевати». В том же году разразился кризис, когда потомки Ямгурчи ополчились против бия Саид Ахмета.  20 апреля 1535 года состоялось совещание Саид-Ахмеда, Шейх-Мамая и Хаджи-Мухаммеда, на котором было решено провести съезд ногайской знати, который был сорван из-за неподобающего поведения бия. После того, как съезд состоялся уже в 1537 году Хаджи Мухаммед получил чин, эквивалентный беклярбеку при Саид Ахмете. Этот чин во вновь создаваемой структуре ногайского государства получил название нурадин. Мамаю предлагался чин его наследника, но он отказался, так как неформально он был лидером в Поволжье и вероятно этот чин казался ему недостойно низким. Западная группировка мирз обеспечивала защиту Орды от крымского ханства. Хаджи Мухаммед в переписке с Москвой называл себя врагом Сахиб Гирея, в начале 1538 он в письме к Ивану IV предлагал послать в Крым 20-тысячное войско во главе с Али, сыном Хасана, что было одобрено Москвой. В момент, когда Сахиб-Гирей отправился в поход на Молдавию (для поддержки турецкого султана) войско Али напало на Сахиб-Гирея при переправе через Днепр, однако они получили отпор и отступили к Волге. Хаджи Мухаммед обращался к Московскому правительству Ивана IV с просьбой дать плотников для строительства на Волге крепости, но получил отказ.
Летом 1537 года участвовал в войне ногайцев с казахами.
Многочисленные дети Хаджи Мухаммеда обитали, как и отец на западе Орды, в Поволжье. Главой семьи был Белек-Пулад. Но наибольшую известность получил воинственный Арслан.